# Chatnahalli, Tiptur
Chatnahalli là một làng thuộc tehsil Tiptur, huyện Tumkur, bang Karnataka, Ấn Độ.